# Crinum eleonorae
Crinum eleonorae là một loài thực vật có hoa trong họ Amaryllidaceae. Loài này được Blatt. & McCann mô tả khoa học đầu tiên năm 1928.